# Hephaestus transmontanus
Hephaestus transmontanus és una espècie de peix pertanyent a la família dels terapòntids.

## Descripció
- Pot arribar a fer 12,5 cm de llargària màxima (normalment, en fa 9).
- 11-12 espines i 10-11 radis tous a l'aleta dorsal i 3 espines i 10-11 radis tous a l'anal.[5][6]

## Hàbitat
És un peix d'aigua dolça, demersal i de clima tropical (3°S-7°S), el qual viu entre 120-1.500 m d'altitud.

## Distribució geogràfica
Es troba al nord de Papua Nova Guinea: les conques dels rius Ramu i Sepik.

## Observacions
És inofensiu per als humans.